# Pablo Torello
Pablo Mario Nicolás Torello (Mercedes, Buenos Aires; 9 de octubre de 1864 - Buenos Aires, 11 de diciembre de 1943) fue un abogado, ganadero, periodista y político argentino que ejerció como ministro de Obras Públicas durante la presidencia de Hipólito Yrigoyen.

## Biografía
Se recibió de abogado en la Universidad de Buenos Aires en 1894. Durante sus estudios trabajó como amanuense en el Ministerio de Obras Públicas de la Nación.
Tras recibirse, alternó su actividad política en la Unión Cívica Radical con la producción pecuaria —era propietario de una estancia en el Partido de Puan— y la edición del periódico La Justicia. Había participado en la Revolución del Parque en 1890, en la revolución radical de 1893 y en la de 1905, durante las cuales acompañó al líder radical Hipólito Yrigoyen. En años posteriores se alejó de la actividad política.

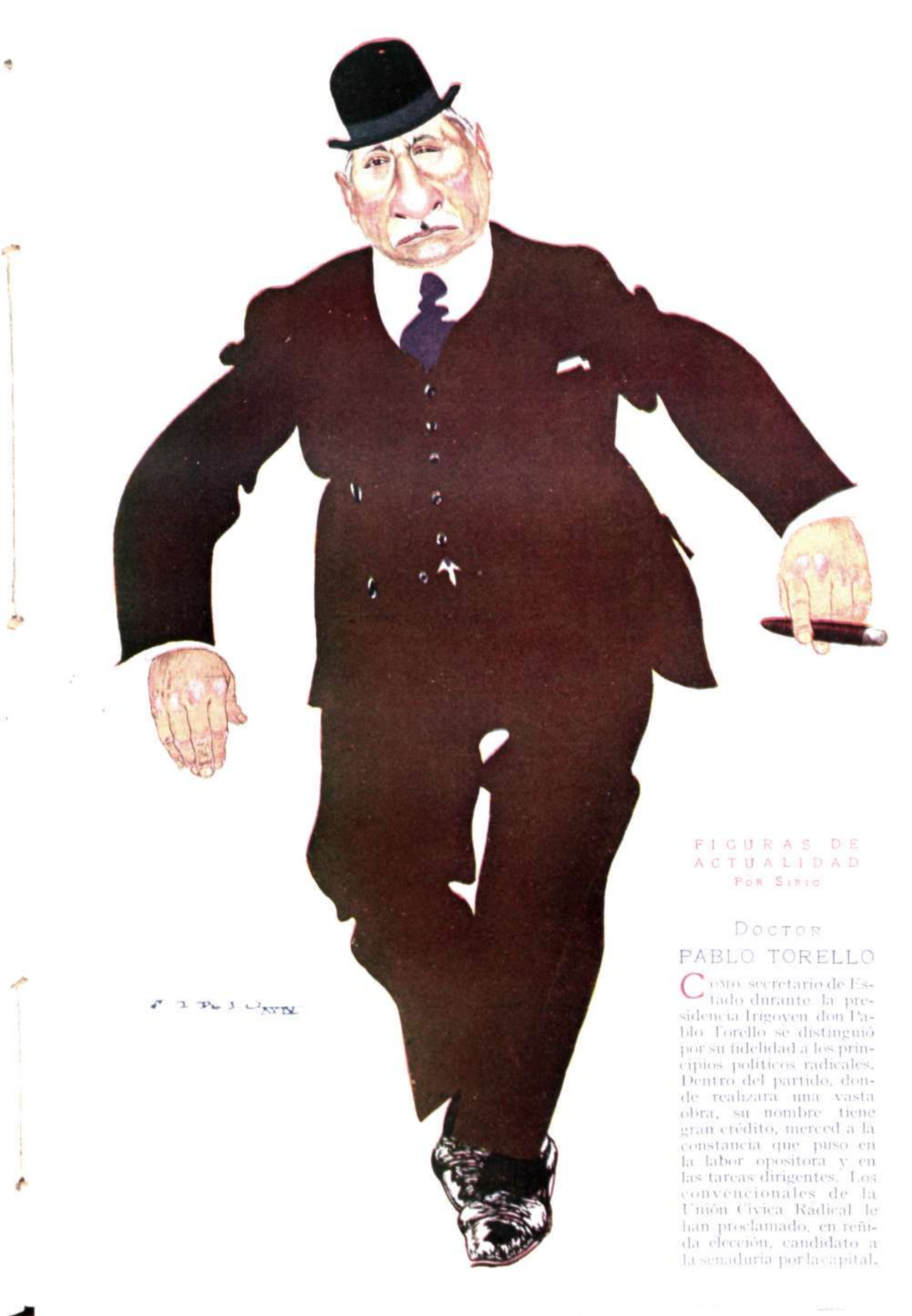
Retratado por Sirio en la revista Caras y Caretas (1924)

Desde 1906 fue socio de la Bolsa de Comercio de Buenos Aires. Relativamente olvidado en el mundo político, fue sorpresivamente convocado por Yrigoyen para acompañarlo en su presidencia, a partir de 1916, como ministro de Obras Públicas.
Debió enfrentar las presiones de las empresas ferroviarias y a otras empresas privadas de servicios públicos. Por encargo del presidente Yrigoyen intentó crear una empresa naval mercante argentina, aunque no logró comprar más de ocho buques. También decretó la caducidad de concesiones ferroviarias por casi diez mil kilómetros, que nunca habían sido construidos. Planificó nuevas líneas férreas; con la intención de asegurar la comunicación con el océano Pacífico, inició la construcción del Ferrocarril a Huaytiquina, el actual Tren a las Nubes.
Ejerció repetidamente otros ministerios como interino, como el de Agricultura y Hacienda.
En 1928 fue elegido senador nacional. Tras el golpe de Estado de 1930, fue el presidente del comité de la Capital Federal de la UCR; al año siguiente, el dictador José Félix Uriburu ordenó su salida del país.
Falleció en Buenos Aires en diciembre de 1943.